# Église Saint-Aubin de Pacy-sur-Eure
L’église Saint Aubin est située à Pacy-sur-Eure. Placée sous le vocable de saint Aubin, évêque d'Angers au VIe siècle, elle fait l’objet d’une inscription au titre des monuments historiques depuis le 26 décembre 1927.

## Historique
Une église primitive sous le patronage de l'abbaye de Lyre était érigée à l'emplacement de l'actuelle, don de Guillaume Fitz Osbern en 1050.

### Les sources archivistiques
Très peu de documents concernant l'église de Pacy ont été conservés (les archives médiévales de la ville ont été détruites par un incendie). Seuls des documents concernant les travaux effectués à la période moderne et contemporaine peuvent être étudiés et sont consultables aux archives départementales de l'Eure.

### Les restaurations
L'église de Pacy a été fortement restaurée au cours des XVIe siècle, XVIIIe et XIXe siècles. Les portes et vitraux sont modifiés le 19 avril 1526. En 1698, on signale d'importants travaux à l'intérieur du bâtiment et sur le clocher. En août 1729, le clocher est de nouveau réparé après un violent orage. Au XIXe siècle, les travaux sont menés par la municipalité et la fabrique (réparation d'un mur extérieur, soubassement des couvertures, repavage du chœur, grandes verrières  du chœur…). La nef est considérablement modifiée par la mise en place d'un voûtement d'ogives qui vient remplacer une charpente lambrissée.
Le classement de l'église au titre des Monuments historiques est prononcé en 1875. Mais, à la suite des travaux, le site est très rapidement déclassé, dès 1886, en raison de l'absence de l'accord des autorités compétentes. L'église est finalement inscrite en 1927 à l'inventaire supplémentaire.

## Description

### Les matériaux de construction
La majorité de l'église a été édifiée avec de la pierre de Vernon (incrustée de silex noir) que l'on retrouve dans plusieurs autres édifices de cette époque comme la cathédrale de Chartres, de Rouen, aux collégiales de Vernon et de Mantes-la-Jolie… On l'exportait en outre sur de grandes distances.

### Caractéristiques architecturales
De plan cruciforme, à chevet plat, sa construction s'est déroulée dans la première moitié du XIIIe siècle. Elle est en pierres de taille avec blocage de silex pour les premières travées, celles édifiées vers 1210, d'influence chartraine concernant les piliers, tandis que les deux autres travées, édifiées vers 1220, le transept et les parties basses du chœur relèvent plutôt de l'influence rouennaise.
Les voûtes du chœur et du carré du transept datent du XVe siècle tandis que celles de la nef sont de 1869.
La voûte du croisillon nord présente un œil pour le passage des cloches sans doute à cause de la position de l'ancien clocher. Le clocher actuel s'élève au carré du transept, il est de forme octogonale surmonté d'une courte flèche.

## Art

### Peintures murales
Les murs de l'église de Pacy ont gardé en mémoire plusieurs peintures anciennes. Malgré leur très mauvais état de conservation, les restes de fresques et les traces de polychromie sont fréquentes : les chapiteaux des piles centrales arborent des tons variant du jaune à l'ocre qui mettent en valeur les feuilles stylisées. Une pile cylindrique nord de la première travée présente les restes d'une peinture représentant une feuille de vigne et de traces de couleur chair (l'abbé Quesnel parle ici d'un ange peint). Enfin, dans le transept, on reconnait un motif d'étoiles sur fond bleu. 

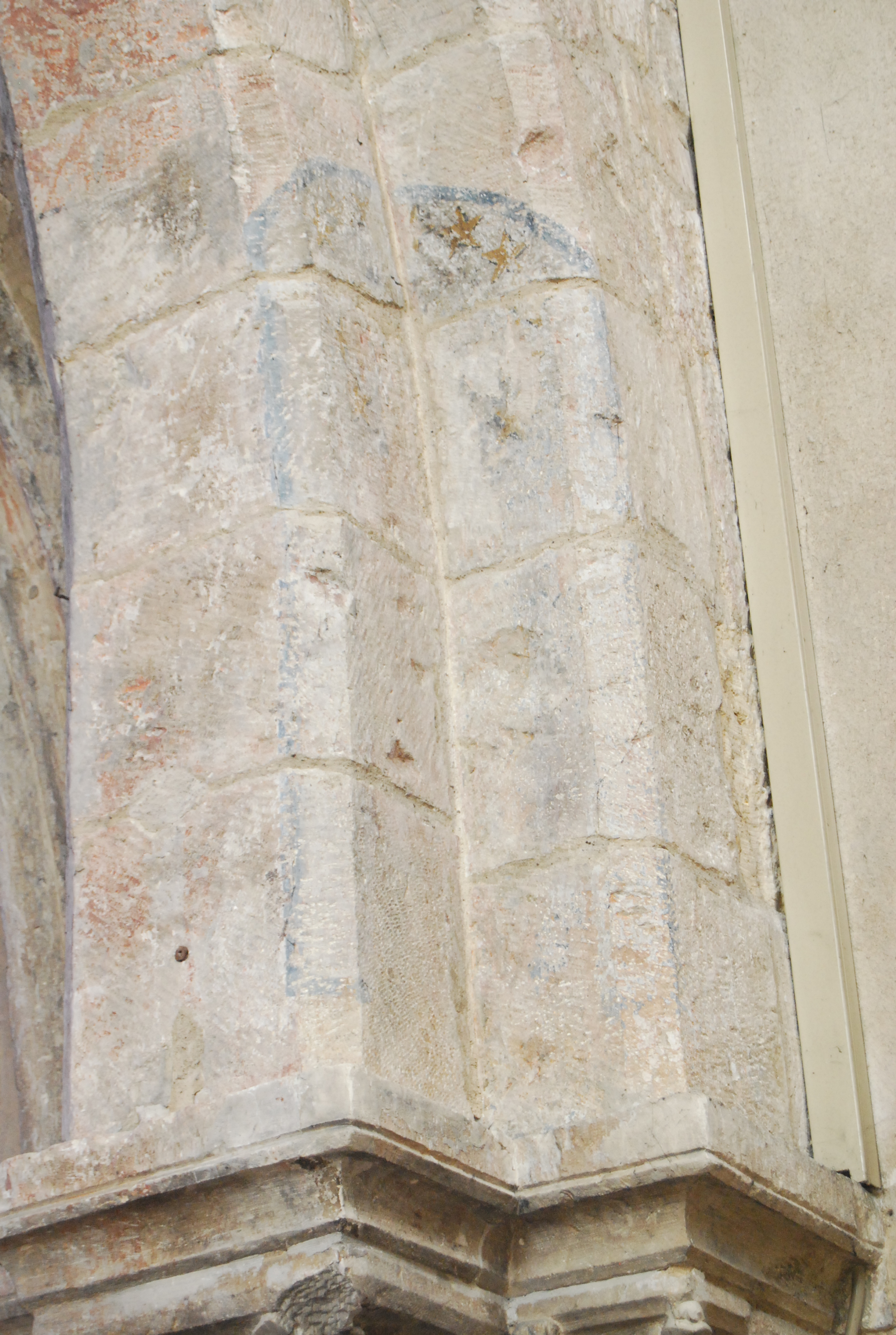
Détail Fresque

### Peinture sur toile
Une copie inversée de L'Érection de la Croix de Charles Le Brun. L'original est conservé au musée des Beaux-arts de Troyes.

### Vitraux
- Il subsiste un fragment de verrière polychrome du XVIe siècle représentant saint Nicolas, dans le transept ouest.
- Au chevet : triplet de François Décorchemont, de 1951, représentant l'assomption de la Vierge.
- Au fond de la chapelle latérale nord : vitrail non figuratif de J.P. Tisserand, à dominante bleue.
- Dans la chapelle latérale sud : deux vitraux de François Décorchemont de 1953-1957.
- Au-dessus du portail occidental : vitrail avec le portrait du donateur de 1900.

### Statuaire et mobilier
- Le maître autel est composé de quatre panneaux en pâte de verre coulée dans du ciment de François Décorchemont. Les porte-cierge en forme d'ibis sont du même artiste.
- Une Pietà avec Marie-Madeleine du XVIe siècle
- Sainte Anne et la Vierge enfant : ancienne polychromie du XVIe siècle.
- Dans la chapelle latérale nord : saint Michel terrassant le dragon, pierre sculptée du XVIe siècle.
- Dans la chapelle sud : Vierge à l'Enfant attribuée à Germain Pilon, du XVIe siècle, provenant de la chapelle funéraire de Diane de Poitiers à Anet.
- Les bancs à dossier du chœur sont d'époque Louis XIV.

### Orgues
Les grandes orgues proviennent de l'église Saint-Désir de Lisieux, elles datent du XIXe siècle et ont été installées en 1900. Elles comportent deux claviers, un pédalier et vingt registres.

### Galerie

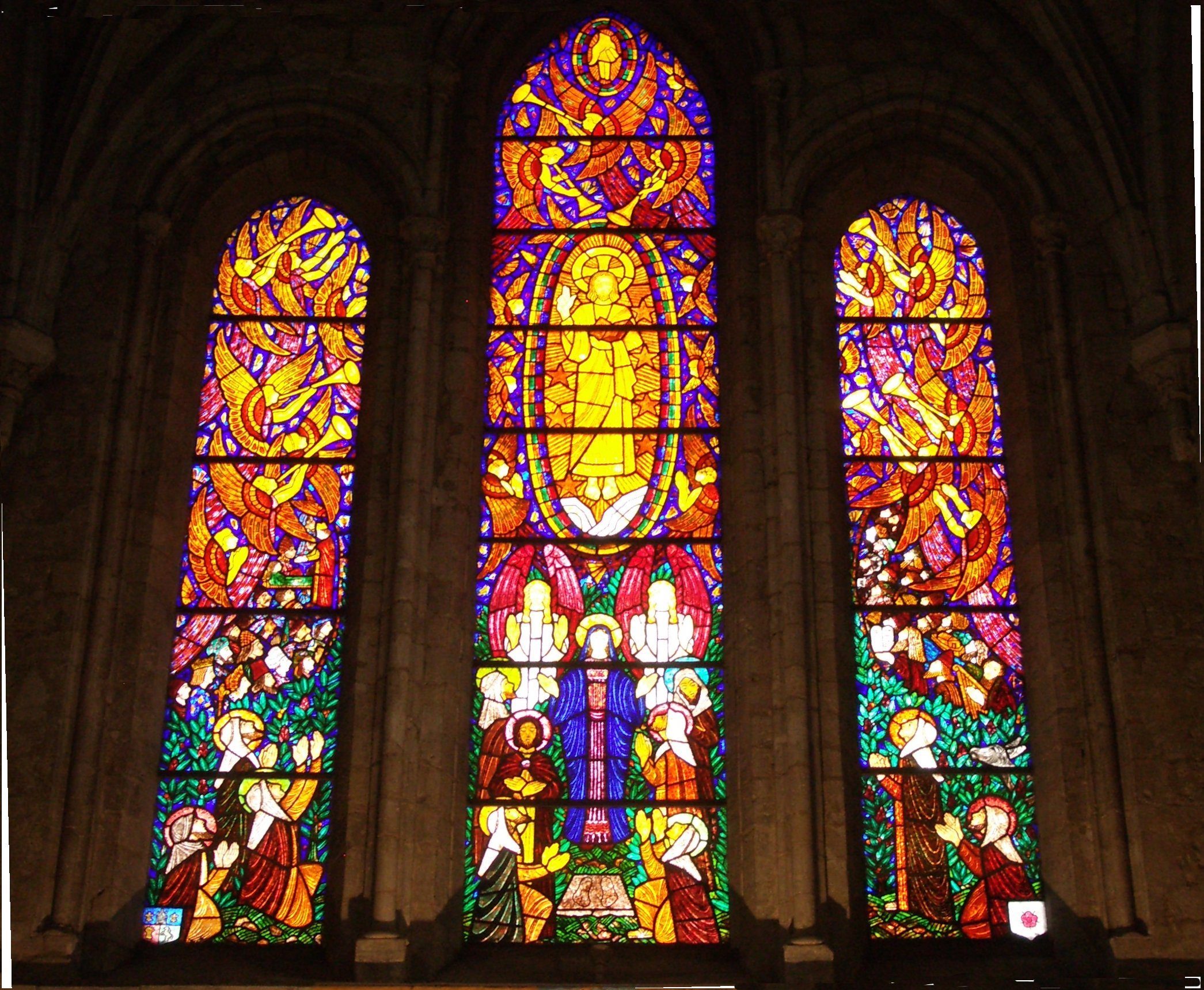
Vitrail du chevet
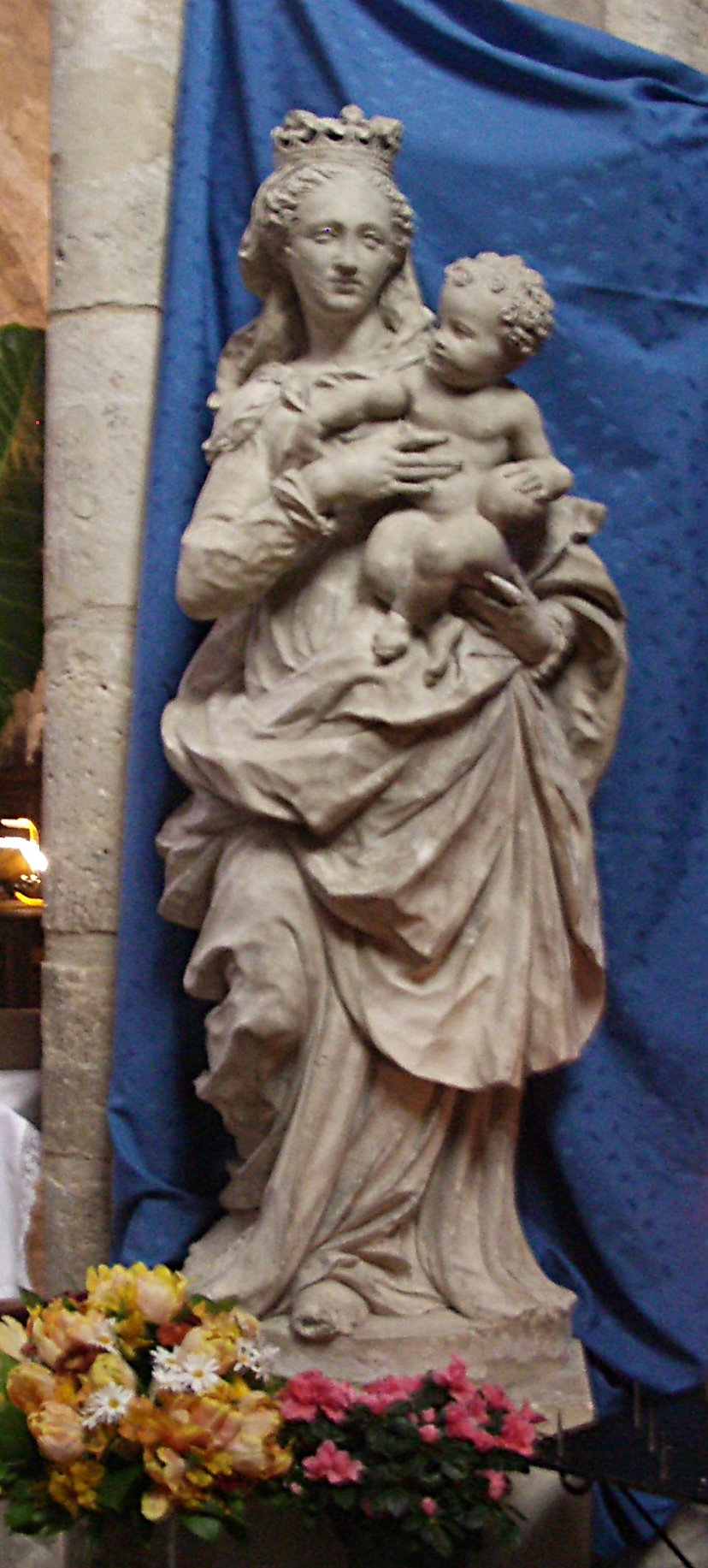
Vierge attribuée à Germain Pilon
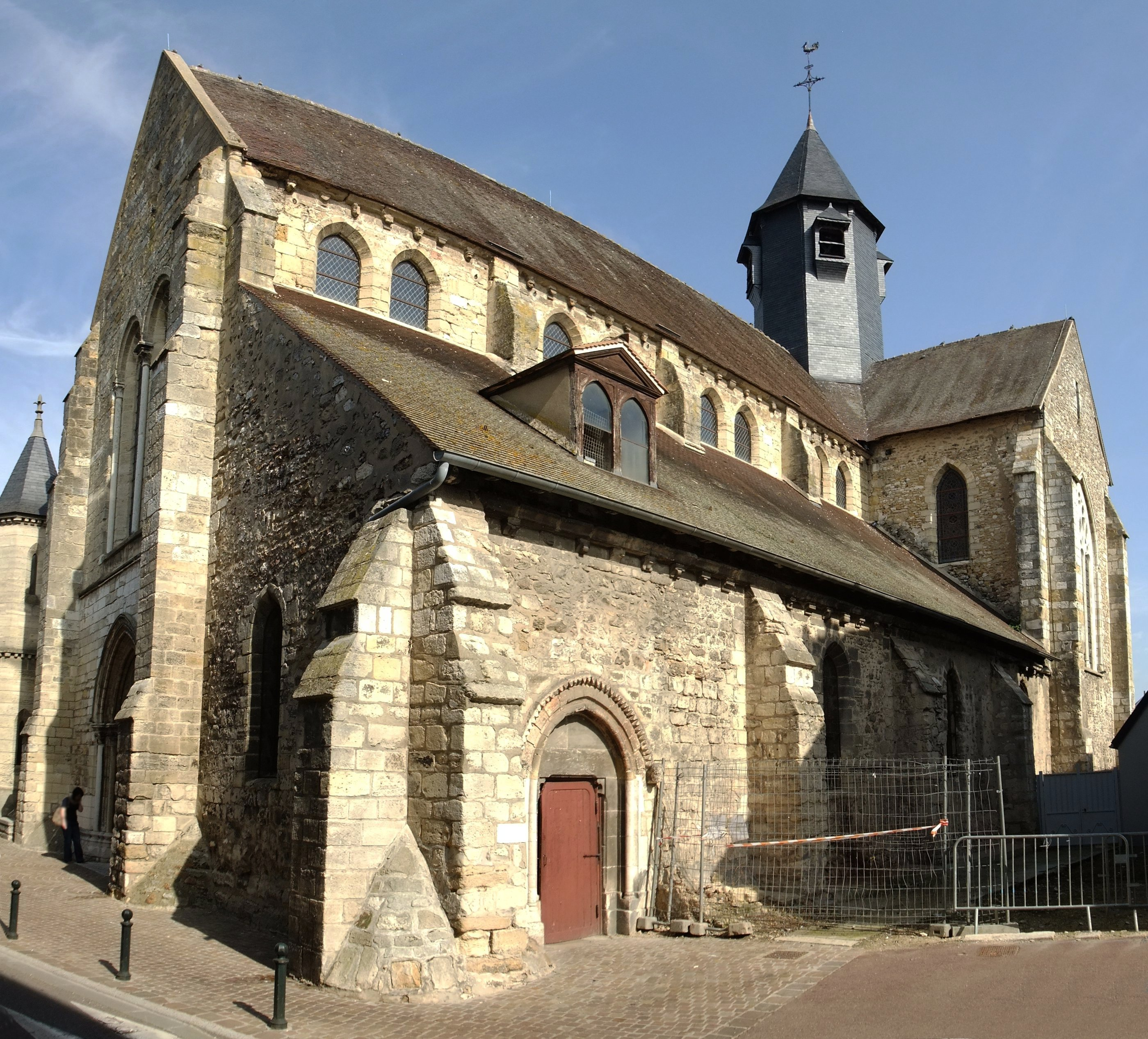
Façade sud
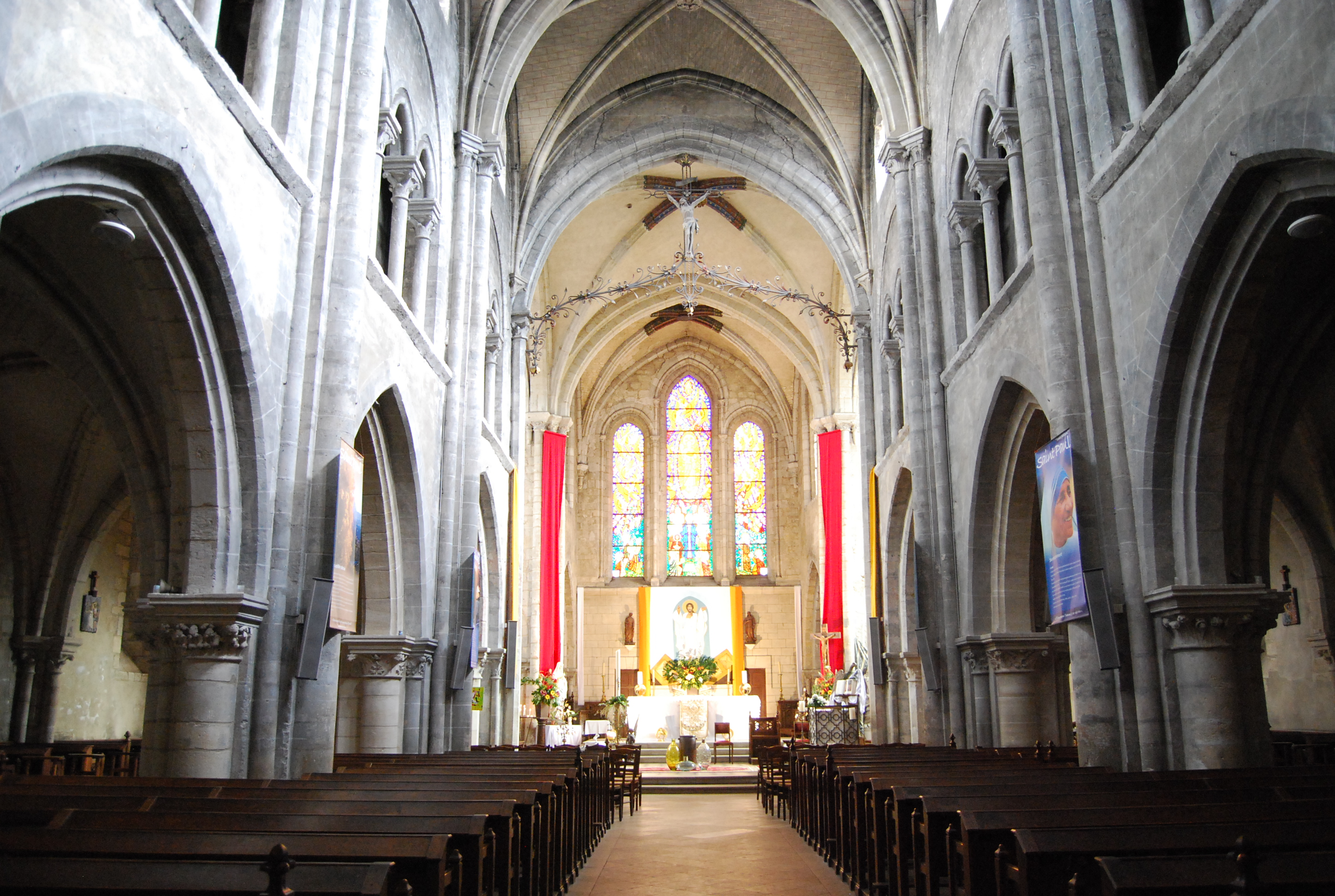
La nef
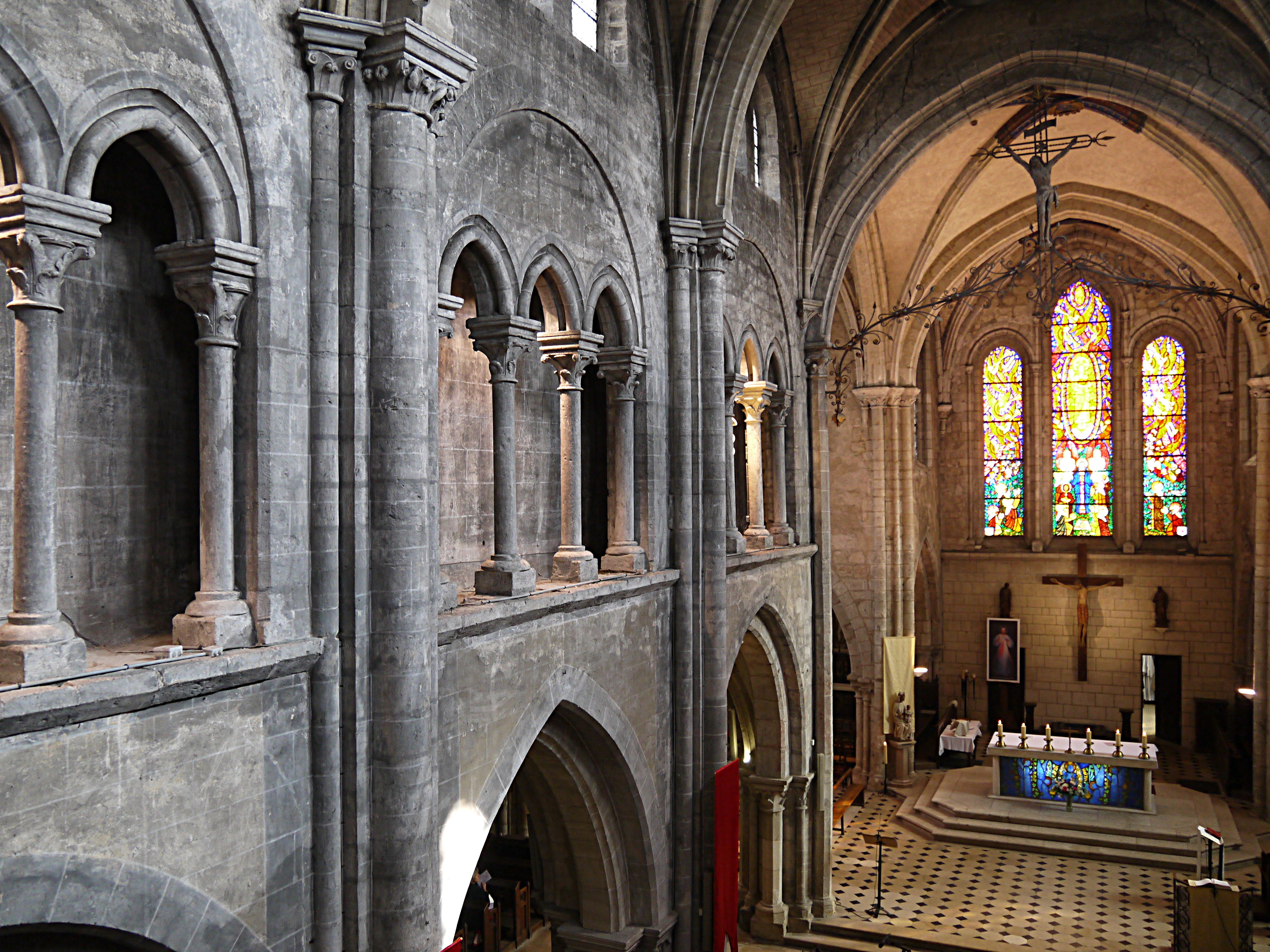
L'intérieur, vu depuis la tribune de l'orgue
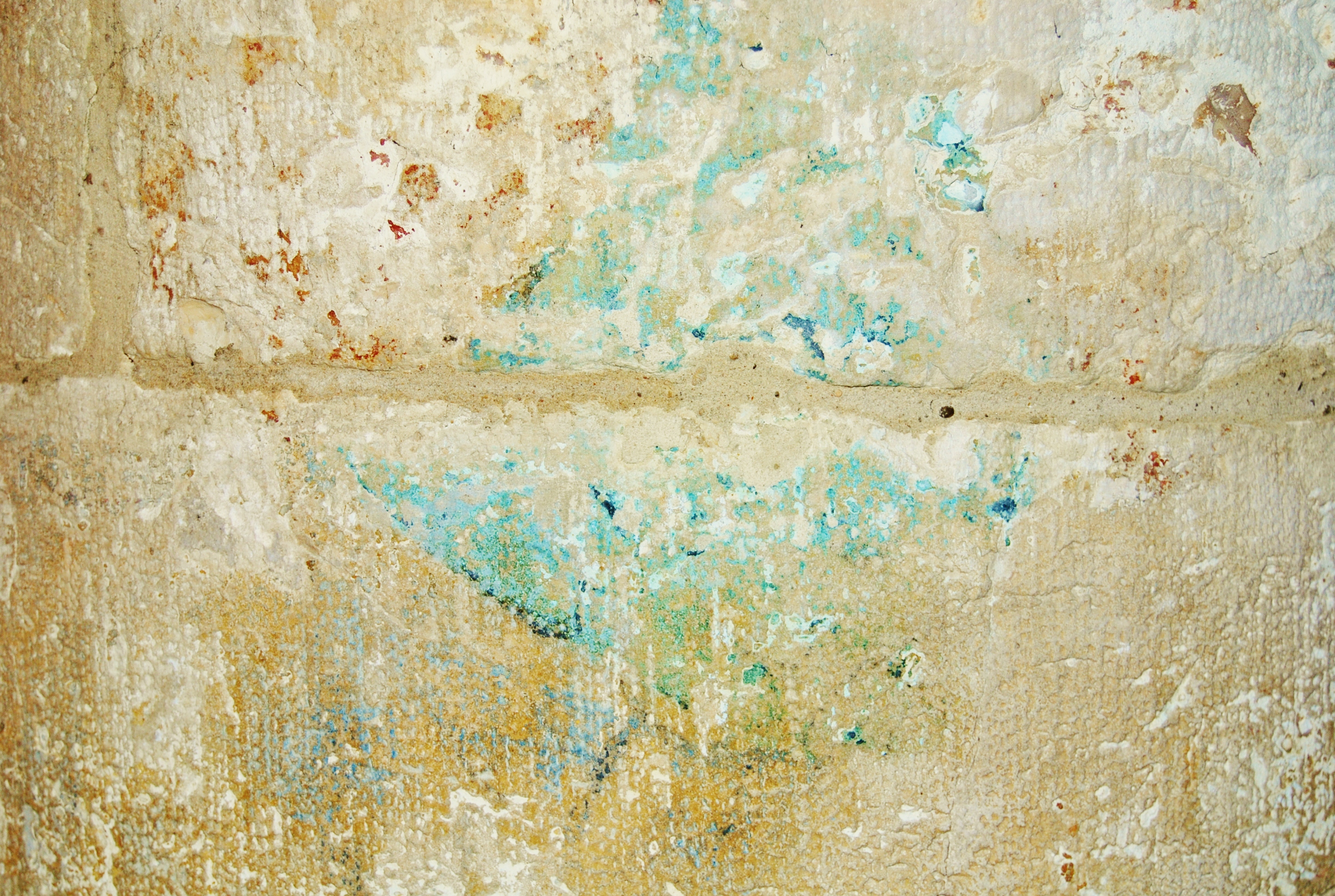
Détail ange peint